# Murata Kazuya
Murata Kazuya (村田 和哉, sinh ngày 7 tháng 10 năm 1988) là một cầu thủ bóng đá người Nhật Bản thi đấu cho Shimizu S-Pulse.

## Thống kê sự nghiệp

### Câu lạc bộ
Cập nhật đến ngày 23 tháng 2 năm 2018.
| Câu lạc bộ      | Mùa giải | Giải vô địch | Giải vô địch | Cúp1    | Cúp1      | Cúp Liên đoàn2 | Cúp Liên đoàn2 | Châu lục3 | Châu lục3 | Tổng    | Tổng      |
| Câu lạc bộ      | Mùa giải | Số trận      | Bàn thắng    | Số trận | Bàn thắng | Số trận        | Bàn thắng      | Số trận   | Bàn thắng | Số trận | Bàn thắng |
| --------------- | -------- | ------------ | ------------ | ------- | --------- | -------------- | -------------- | --------- | --------- | ------- | --------- |
| Cerezo Osaka    | 2011     | 6            | 1            | 5       | 1         | 1              | 0              | 1         | 0         | 13      | 2         |
| Cerezo Osaka    | 2012     | 13           | 1            | 1       | 1         | 7              | 0              | -         | -         | 21      | 2         |
| Shimizu S-Pulse | 2013     | 23           | 1            | 2       | 0         | 2              | 0              | -         | -         | 27      | 1         |
| Shimizu S-Pulse | 2014     | 29           | 3            | 5       | 0         | 3              | 0              | -         | -         | 37      | 3         |
| Shimizu S-Pulse | 2015     | 15           | 1            | 1       | 0         | 3              | 0              | -         | -         | 19      | 1         |
| Shimizu S-Pulse | 2016     | 36           | 5            | 2       | 0         | -              | -              | -         | -         | 38      | 5         |
| Shimizu S-Pulse | 2017     | 19           | 0            | 3       | 0         | 5              | 0              | -         | -         | 27      | 0         |
| Tổng            | Tổng     | 141          | 12           | 19      | 2         | 21             | 0              | 1         | 0         | 182     | 14        |

1Bao gồm Cúp Hoàng đế Nhật Bản.
2Bao gồm J. League Cup.
3Bao gồm Giải vô địch bóng đá các câu lạc bộ châu Á.